# Penser en images
Penser en images est un essai autobiographique de Temple Grandin, originellement paru en anglais en 1995, traitant de la pensée visuelle et des avantages qu'elle confère, notamment en termes d'ingénierie. Il a été traduit dans de nombreuses langues, dont le français en 1997, aux éditions Odile Jacob. Temple Grandin y détaille le mode de fonctionnement de sa pensée : « Pour moi, les mots sont comme une seconde langue. Je traduis tous les mots, dits ou écrits, en films colorés et sonorisés ; ils défilent dans ma tête comme des cassettes vidéo. » Elle le présente à la fois comme un avantage et un handicap, du fait qu'il est facile de se laisser entraîner par ce flot d'images : « chaque souvenir vidéo en déclenche un autre de façon associative, et ma rêverie peut m’écarter assez loin du problème initial […]. Ce fonctionnement par association est un bon exemple de la façon dont mon esprit s’écarte du sujet. Des autistes plus sévèrement atteints que moi ont du mal à arrêter la chaîne interminable des associations. Moi, j’arrive à l’arrêter et à remettre mon esprit sur les rails. »

## Éditions
Une réédition est parue en 2009, avec des ajouts : 
- (en) Temple Grandin, Thinking in Pictures, Bloomsbury Publishing, 2009, 304 p. (ISBN 978-1-4088-0730-9 et 1-4088-0730-0, lire en ligne).

La traduction française sort en 1997 :
- Temple Grandin (trad. de l'anglais par de l'anglais américain par Virginie Schaefer, préf. d'Oliver Sacks), Penser en images et autres témoignages sur l'autisme, Paris, Odile Jacob, mai 1997, 1re éd., 261 p., 22 cm (ISBN 2-7381-0487-8 et 978-2-7381-0487-8, OCLC 37621631, BNF 36169259, présentation en ligne)

L'ouvrage est traduit en italien en 2006 :
- (it) Temple Grandin (trad. de l'anglais), Pensare in immagini. E altre testimonianze della mia vita di autistica, Edizioni Erickson, coll. « Capire con il cuore », 2006, 240 p. (ISBN 88-7946-864-2 et 9788879468640, lire en ligne).

Puis en portugais en 2007
- (pt) Temple Grandin (trad. de l'anglais), Mistérios de uma Mente Autista, Clube de Autores, 2011, 2e éd. (1re éd. 2007), 305 p. (présentation en ligne).

## Impact
D'après la biographe Annette Wood, la parution de Penser en images a rendu Temple Grandin réellement populaire dans le milieu de l'autisme.